# Parc Natural dels Aiguamolls de l’Empordà

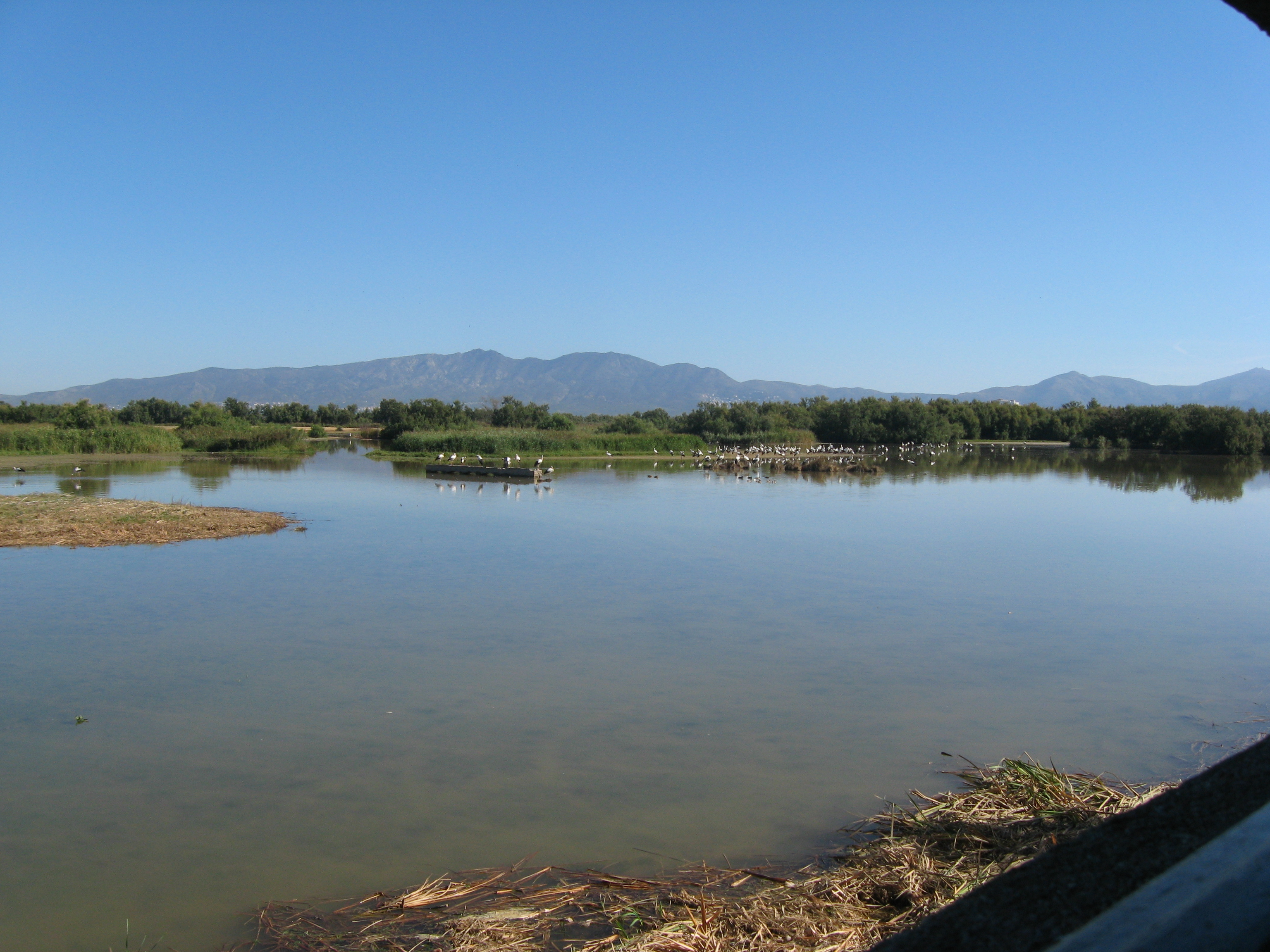
Teilansicht des Parc Natural dels Aiguamolls de l’Empordà

Der Parc Natural dels Aiguamolls de l’Empordà (‚Naturpark der Sümpfe des Empordà‘) ist ein spanischer Naturpark, der sich an der Costa Brava in Katalonien befindet.

## Lage

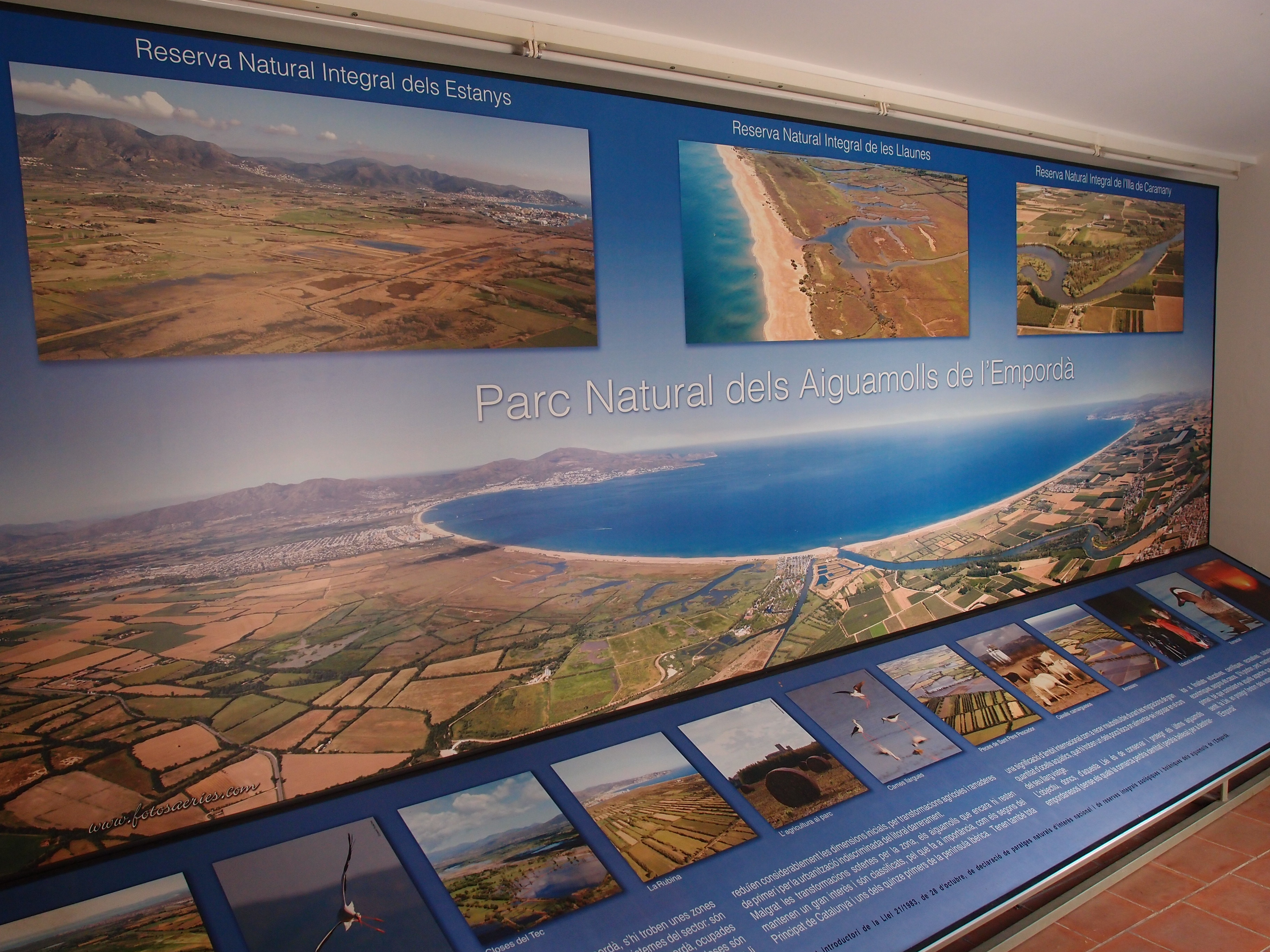
Schutzgebiete des Naturparks (Modell)

Der Parc Natural dels Aiguamolls de l’Empordà liegt im Mündungsgebiet der Flüsse Muga und Fluvià in der Bucht von Roses und erstreckt sich in drei Hauptzonen auf die Schutzgebiete Estanys (weitläufige Fischwehre, Rohrkolben und vielfach überflutete Wiesen), Llaunes (Lagunen an der Küste, von Meerwasser überschwemmte Wiesen und Dünenzonen) und die Insel Caramany, die sich in der Mitte des Flusses Fluvià befindet und eine große Zahl dort nistender Vögel beherbergt. Die Zonen Estanys und Llaunes können auf speziell gekennzeichneten Wegen öffentlich besucht werden. Das gesamte Areal des Naturparks befindet sich innerhalb der Gemeindegrenzen der Ortschaften Pau, Roses, Pedret i Marzà, Peralada, Palau-saverdera, L’Armentera, L’Escala, Sant Pere Pescador und Castelló d’Empúries. Die Naturschutzgebiete umfassen insgesamt 4.783,5 Hektar (ha), hiervon sind 867,5 ha Naturvollreservate.

## Geschichte
Im Jahre 1976 war geplant, in der Lagunenlandschaft zwischen den Flussmündungen von Muga und Fluvià eine touristische Yachthafensiedlung für 60.000 Personen zu errichten. Dieses Baugroßvorhaben hätte eine weitgehende Trockenlegung der ausgedehnten Sumpf- und Brackwassergebiete zur Folge gehabt. Aufgrund einer intensiven Schutz- und Verteidigungskampagne seitens der von der Maßnahme betroffenen Gemeinden und ihrer Bürger konnte das bereits avisierte Urbanisierungsprojekt verhindert werden. Das Parlament von Katalonien erklärte daraufhin im Jahr 1983 per Gesetz (21/1983) die Feuchtgebiete der Aiguamolls de l’Empordà einstimmig zum Naturschutzgebiet.

## Flora und Fauna

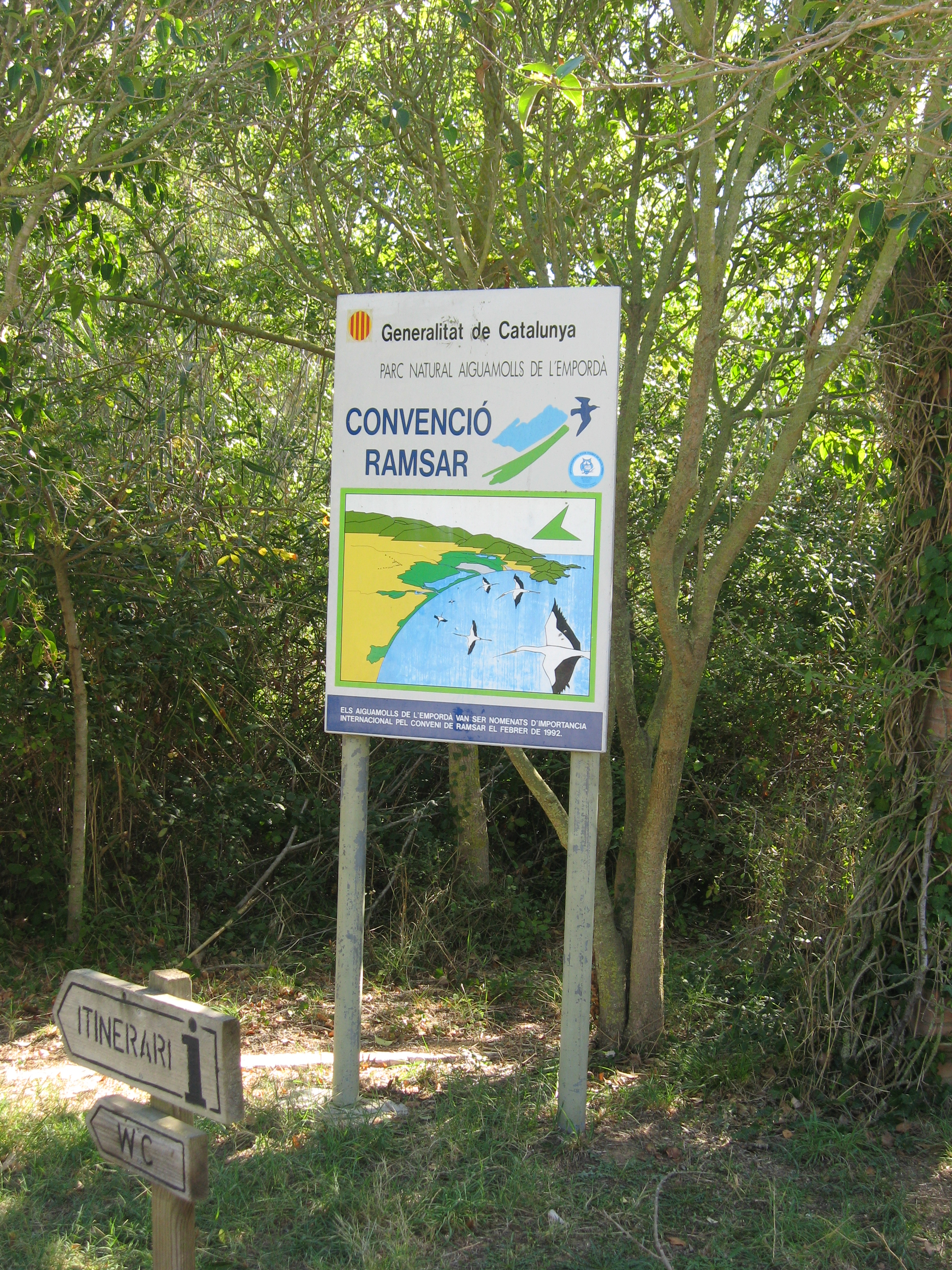
Hinweistafel zur Ramsar-Konvention

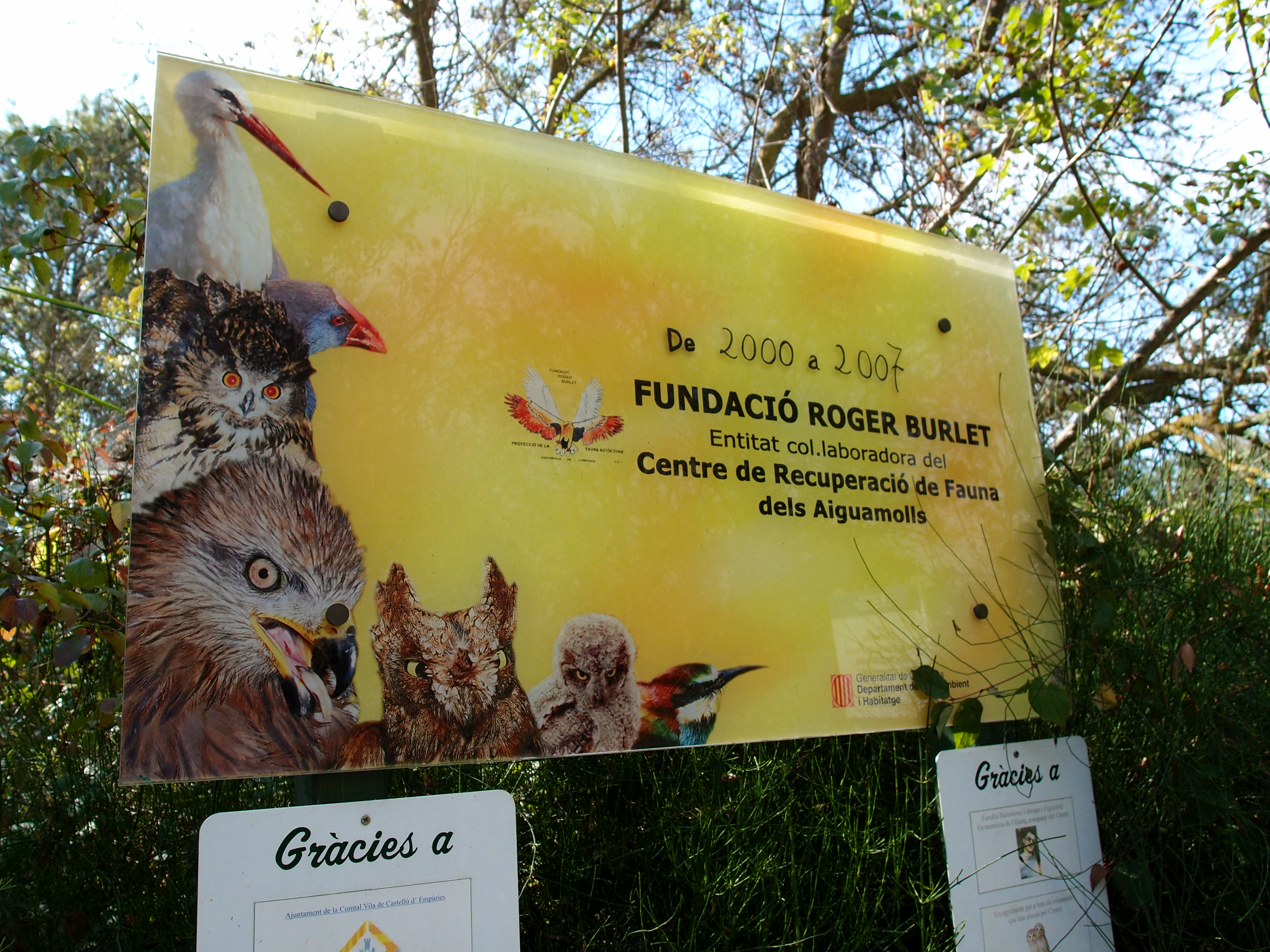
Hinweistafel zur Fundació Roger Burlet

Zu den typischen Pflanzen der Salz-, Brack- und Süßwasserzonen der Aiguamolls gehören insbesondere die Sumpf-Schwertlilie, der Strandhafer in den Uferzonen zum Mittelmeer und der Queller (Salicornia europaea).
Unter den Fischarten haben sich der Dreistachliger Stichling (Gasterosteus aculeatus) sowie der Spanienkärpfling (Aphanius iberus) als Endemiten der Aiguamolls de l’Empordà angesiedelt.
Auf den weitläufigen Zonen des Naturparks wurden unter anderem der Eurasische Fischotter (Lutra lutra) und der Weißstorch (Ciconia ciconia) erfolgreich dauerhaft beheimatet. Für die Störche wurden auf dem Areal große Nesterkolonien, bestehend aus hölzernen Nestergestellen auf Pfählen, angelegt, die von den Vögeln auch bevorzugt zum Nestbau in Anspruch genommen werden. Camargue-Pferde finden in den Aiguamolls de l’Empordà ebenso einen natürlichen Lebensraum, wie zum Beispiel auch die in Europa sehr selten gewordenen Bienenfresser (Merops apiaster) und Blauracke.
Zu den Zugzeiten kommen Raubseeschwalbe, Mornellregenpfeifer und Thunbergschafstelze und Strandläufer vor.
Folgende weiteren Vogelspezies sind im Naturpark Aiguamolls anzutreffen:
Rohrdommel, Zwergrohrdommel, Kuhreiher, Rotrückenreiher, Purpurreiher, Schlangenadler, Zwergadler, Rohrweihe, Wiesenweihe, Rotfußfalke, Tüpfelsumpfhuhn, Stelzenläufer, Seeregenpfeifer, Regenpfeifer, Weißbart-Seeschwalbe, Häherkuckuck, Rötelschwalbe, Rotkehlpieper, Seidensänger, Fächer-Waldsänger, Drosselrohrsänger, Mariskenrohrsänger, Weißbart-Grasmücke, Rotkopfwürger, Schwalben, Möwen, Watvögel, Seetaucher, Enten, Purpurhühner, Triele.
Dieser ornithologische Artenreichtum kommt im Parc Natural dels Aiguamolls de l’Empordà deshalb besonders zum Tragen, weil zahlreiche Zugvögel das nahrungsreiche und geschützte Feuchtgebiet zwischen den beiden Flussmündungen bevorzugt als Rastzone anfliegen.

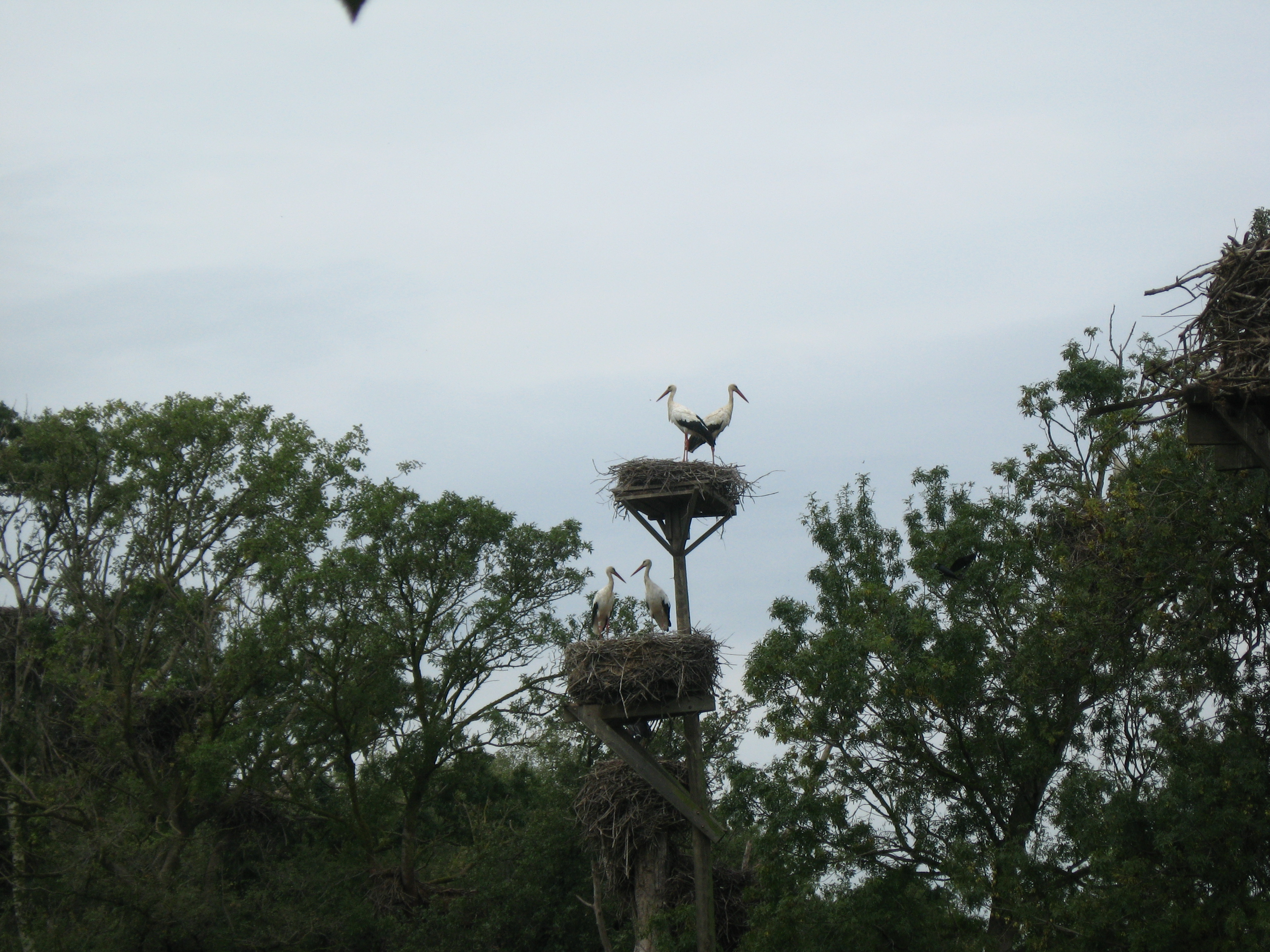
Weißstorchkolonie
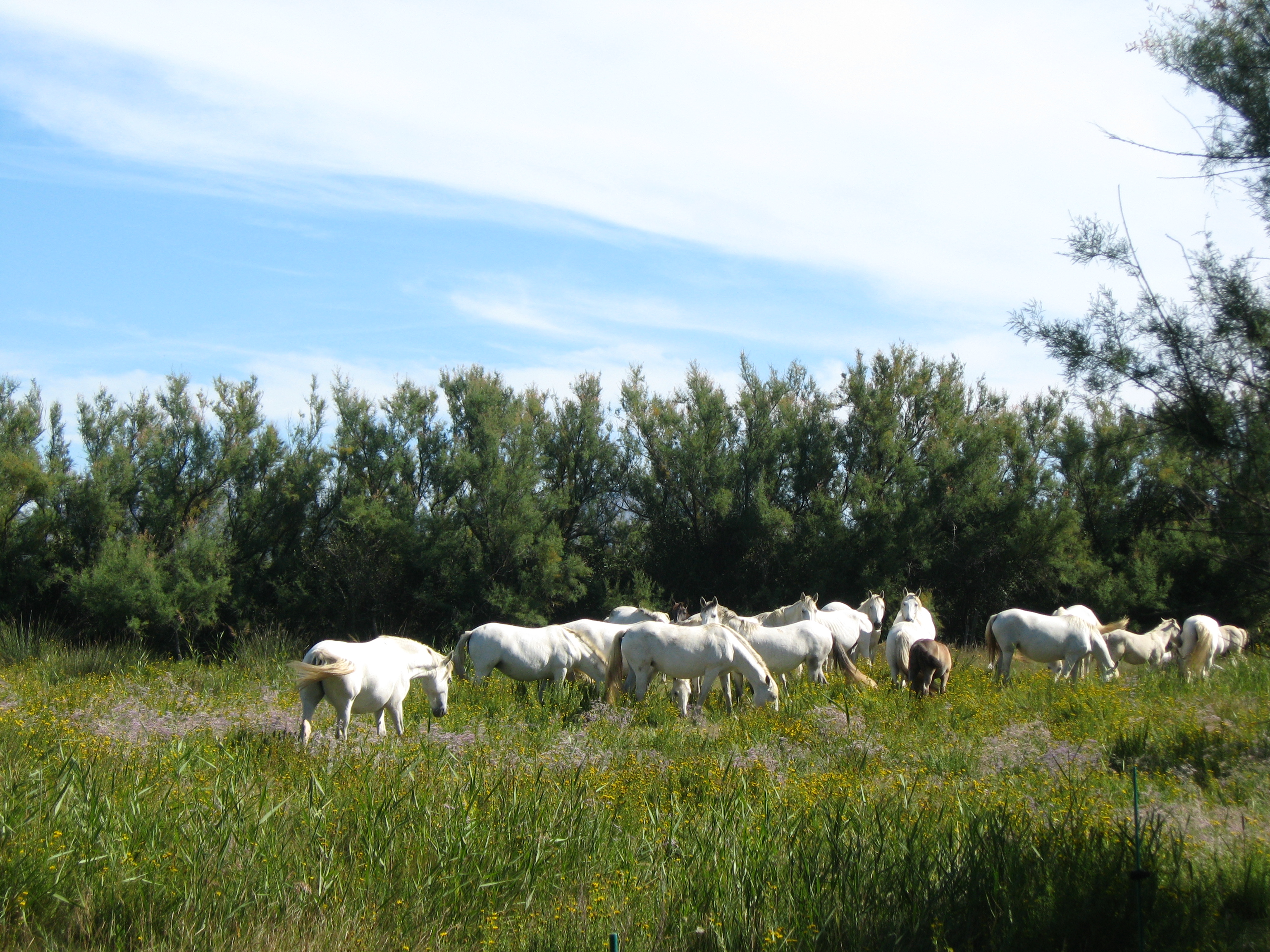
Camargue-Pferde
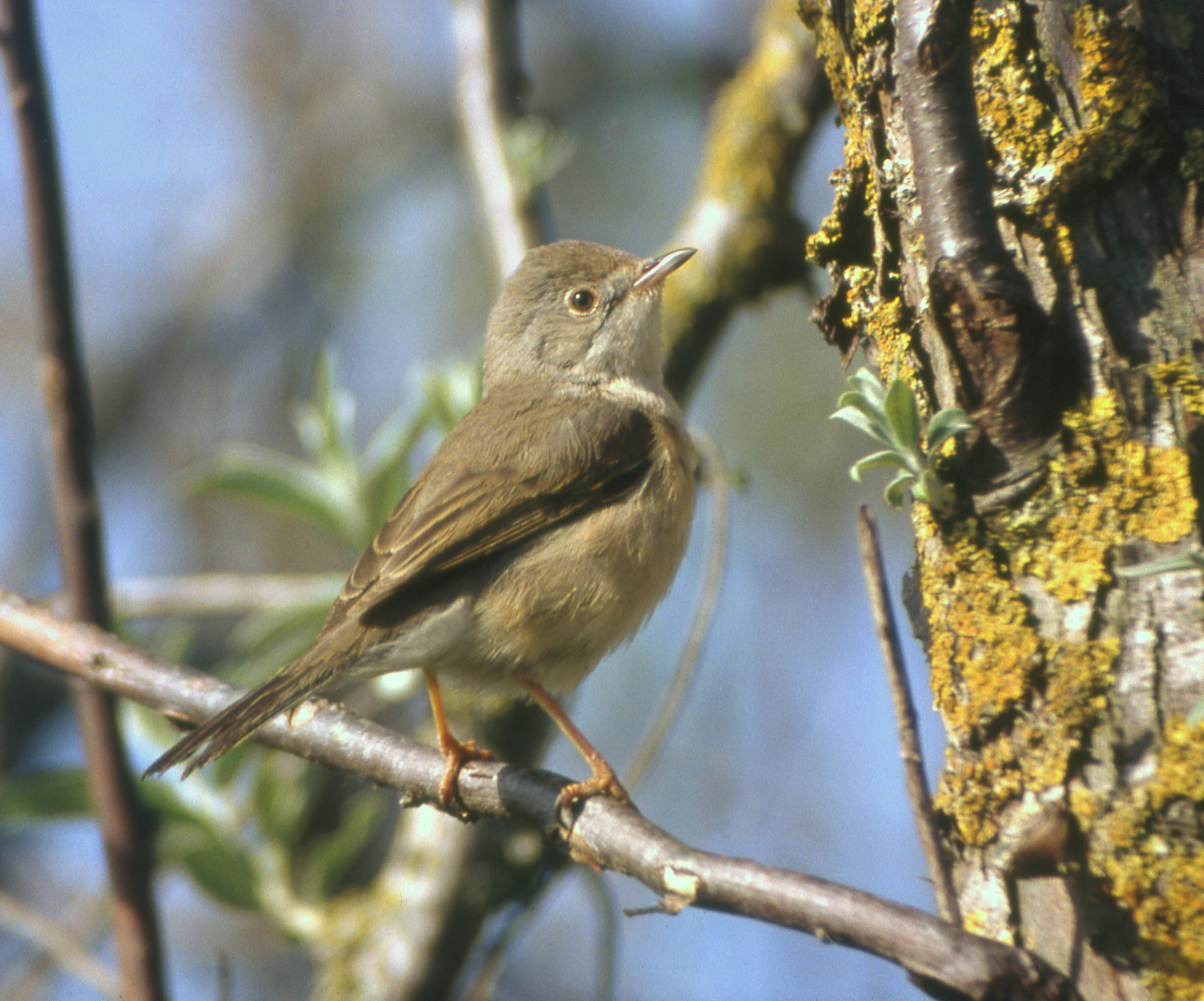
Weißbartgrasmücke

## Heutige Situation

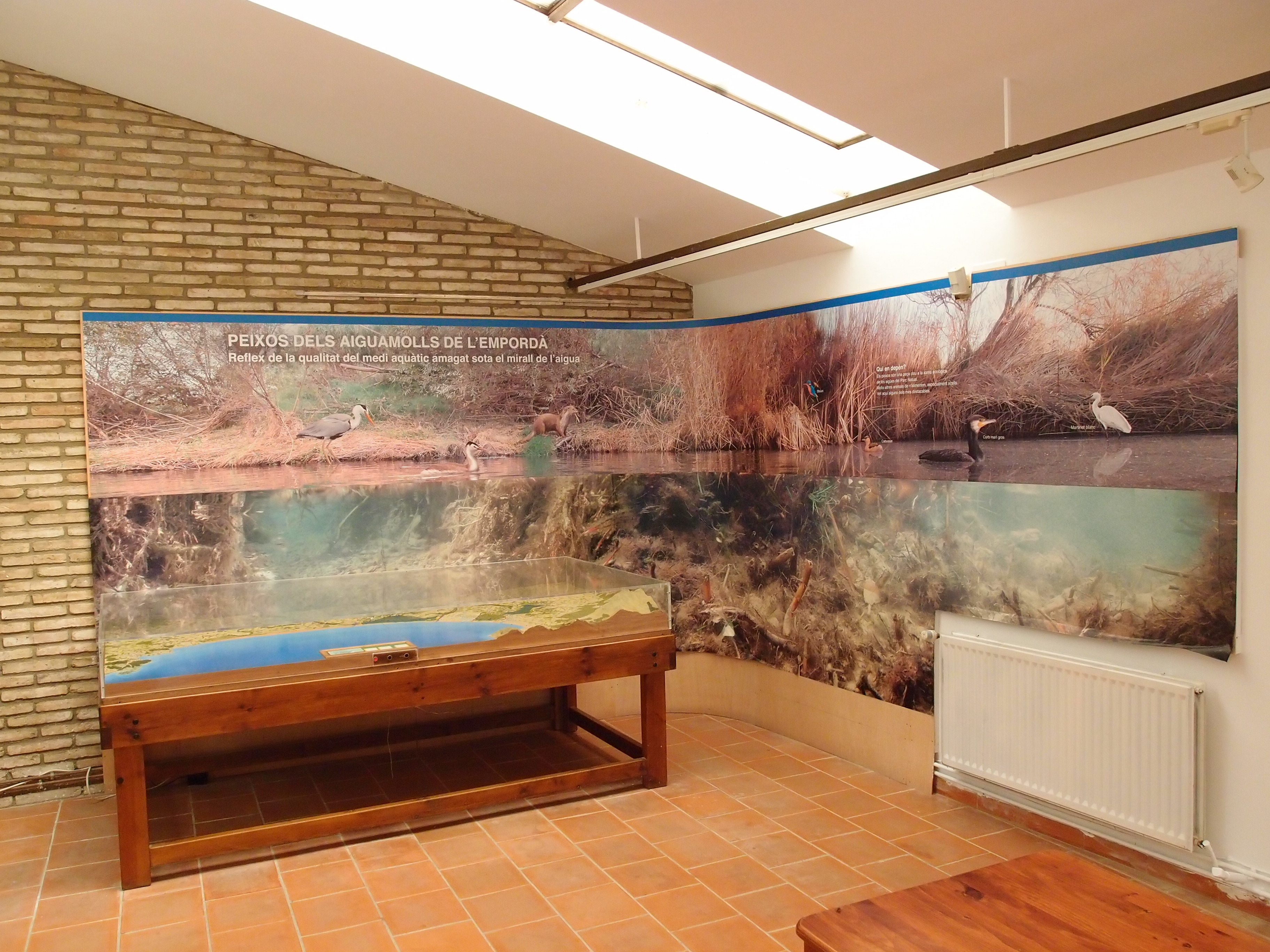
Lebensraummodell im El Cortalet

Der Parc Natural dels Aiguamolls de l’Empordà ist das zweitgrößte Feuchtgebiet in Katalonien und gehört heute aufgrund seiner vielfältigen Flora und Fauna zu den bedeutendsten Naturschutzgebieten im Mittelmeerraum. Der Naturpark verfügt mit dem Besucher- und Informationszentrum El Cortalet über eine zentrale Anlaufstelle; hier werden unter anderem auch Modelle der Schutzzonen sowie Fotos ausgestellt. Den Besuchern stehen darüber hinaus das CARFA (Centro de Atención y Reproducción de Fauna Autóctona; übersetzt: Aufnahme- und Reproduktionszentrum für einheimische Tiere) sowie fünfzehn Beobachtungsstellen offen. Ein Observationsturm (Observatori Senillosa) wurde in einem ehemaligen Reissilo eingerichtet und bietet einen Weitblick über die gesamte Region und die Bucht von Roses. Zahlreiche gut ausgebaute Wander- und Fahrradwege, die am Informationszentrum "El Cortalet" sowie im Ortsteil Villaüt (Pedret i Marzà) beginnen, stehen den Besuchern des Naturparks Aiguamolls de l’Empordà zur Verfügung.

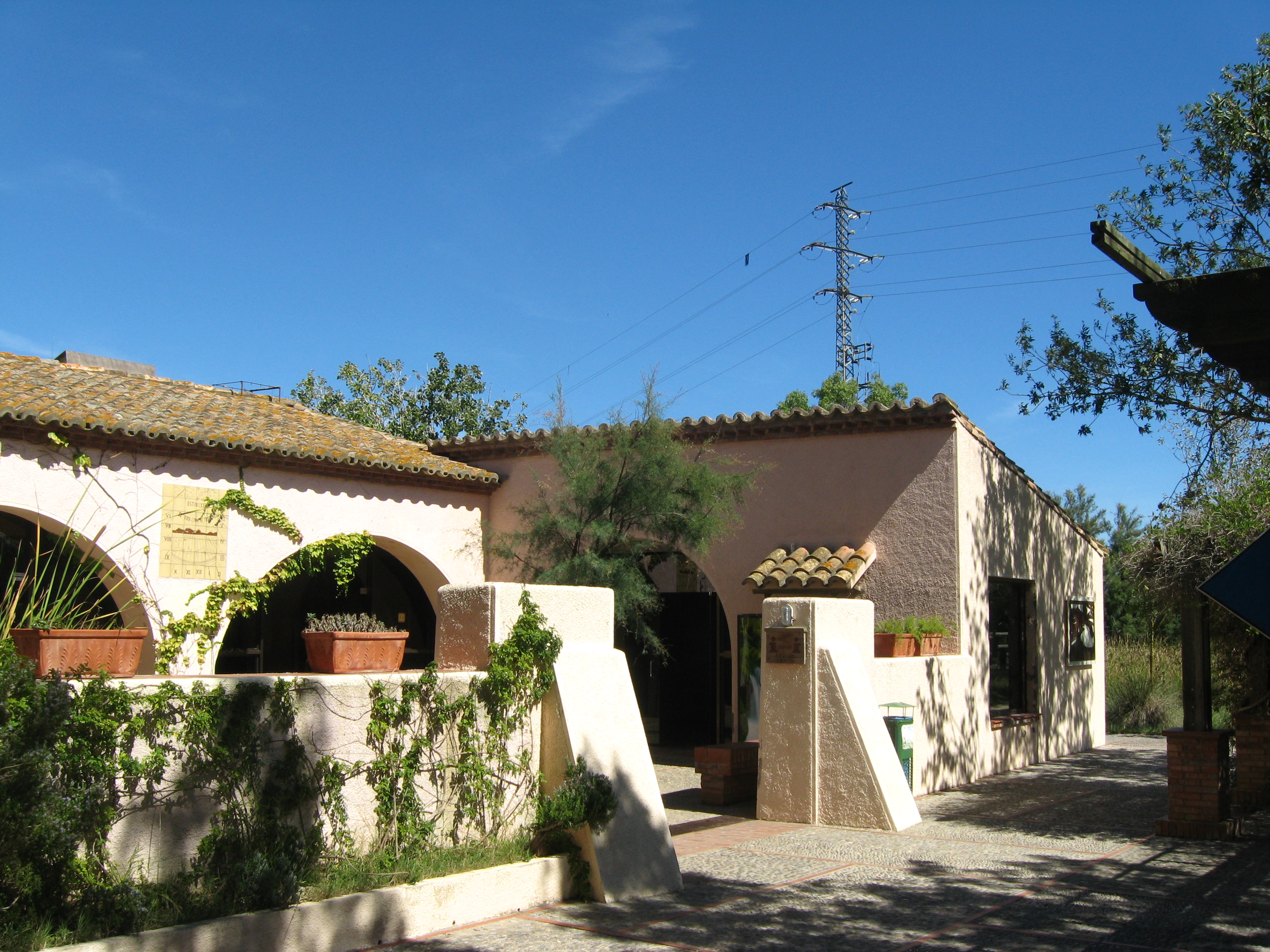
El Cortalet
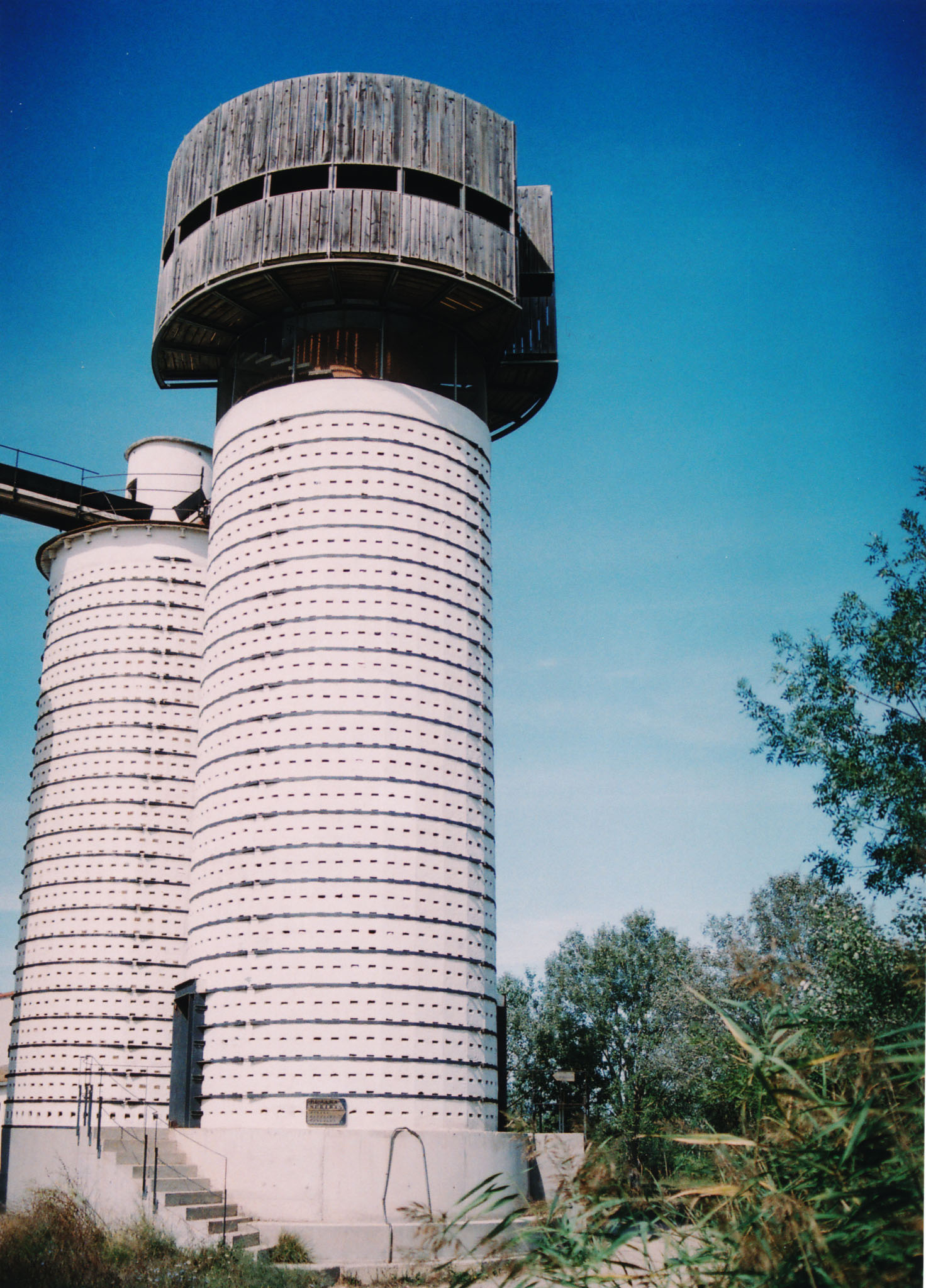
Observatori Senillosa
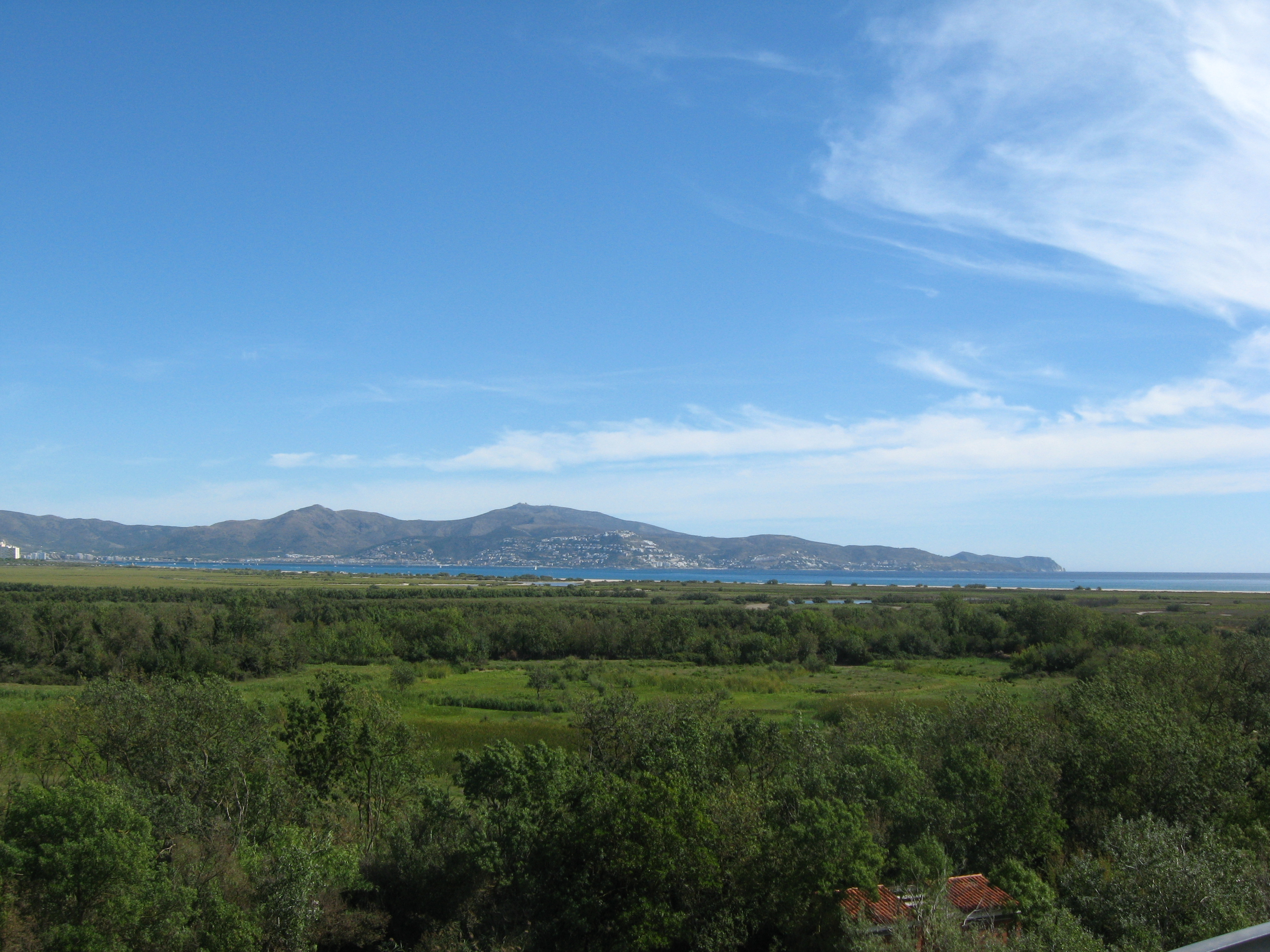
Teilansicht des Parks